# 1. FC Katowice w krajowych rozgrywkach w piłce nożnej

## Sezon 1927
Spotkania w lidze polskiej:
| Data                 | Mecz                                   | Wynik | Widzów | Sędzia        | Źródło |
| -------------------- | -------------------------------------- | ----- | ------ | ------------- | ------ |
| 3 kwietnia 1927      | Ruch Chorzów – 1. FC Katowice          | 0-7   | 4000   | Zygmunt Hanke |        |
| 10 kwietnia 1927     | 1. FC Katowice – Klub Turystów Łódź    | 4:1   | 5000   | Przeworski    |        |
| 1 maja 1927          | Warta Poznań – 1. FC Katowice          | 1:0   | 4000   | Ziemiański    |        |
| 8 maja 1927          | 1. FC Katowice – Pogoń Lwów            | 1:0   | 8500   | Rutkowski     |        |
| 15 maja 1927         | Czarni Lwów – 1. FC Katowice           | 0:1   | 6000   | Rosenfeld     |        |
| 22 maja 1927         | 1. FC Katowice – Warszawianka Warszawa | 3:2   | 5000   | Auerbach      | b/d    |
| 29 maja 1927         | Wisła Kraków – 1. FC Katowice          | 3:0   | 5000   | Zygmunt Hanke |        |
| 5 czerwca 1927       | Hasmonea Lwów – 1. FC Katowice         | 2:4   | 2500   | Rutkowski     |        |
| 12 czerwca 1927      | 1. FC Katowice – Legia Warszawa        | 2:3   | 6500   | Niedzwirski   |        |
| 19 czerwca 1927      | 1. FC Katowice – ŁKS Łódź              | 4:1   | 4000   | b/d           |        |
| 26 czerwca 1927      | Polonia Warszawa – 1. FC Katowice      | 3:1   | 3000   | Korngold      |        |
| 3 lipca 1927         | 1. FC Katowice – TKS Toruń             | 3:1   | b/d    | Szyba         |        |
| 10 lipca 1927        | Jutrzenka Kraków – 1. FC Katowice      | 1:2   | b/d    | Rosenfeld     |        |
| 24 lipca 1927        | 1. FC Katowice – Hasmonea Lwów         | 9:3   | 3000   | Danzigier     |        |
| 31 lipca 1927        | 1. FC Katowice – Pogoń Lwów            | 2:0   | 4000   | Piotrowski    |        |
| 7 sierpnia 1927      | Warszawianka Warszawa – 1. FC Katowice | 1:2   | 2000   | Bira          |        |
| 15 sierpnia 1927     | 1. FC Katowice – TKS Toruń             | 5:2   | 1000   | Strzyżewski   |        |
| 28 sierpnia 1927     | Klub Turystów Łódź – 1. FC Katowice    | 2:0   | b/d    | Ziemianski    |        |
| 4 września 1927      | 1. FC Katowice – Jutrzenka Kraków      | 5:1   | 2000   | Piotrowski    |        |
| 11 września 1927     | ŁKS Łódź – 1. FC Katowice              | 1:2   | b/d    | Brzeziński    |        |
| 25 września 1927     | 1. FC Katowice – Wisła Kraków          | 0:2   | 25000  | Zygmunt Hanke |        |
| 2 października 1927  | Legia Warszawa – 1. FC Katowice        | 5:0   | b/d    | Piotrowski    |        |
| 9 października 1927  | 1. FC Katowice – Polonia Warszawa      | 4:3   | 1000   | Korngold      |        |
| 16 października 1927 | 1. FC Katowice – Warta Poznań          | 1:5   | 1000   | Rettig        |        |
| 23 października 1927 | Pogoń Lwów – 1. FC Katowice            | 0:3   | -      | -             | b/d    |
| 6 listopada 1927     | 1.FC Katowice – Ruch Chorzów           | 2:0   | 2500   | Brzezinski    |        |

Spotkania towarzyskie:
| Data          | Mecz                                | Wynik | Widzów | Sędzia    | Źródło |
| ------------- | ----------------------------------- | ----- | ------ | --------- | ------ |
| 27 marca 1927 | Klub Turystów Łódź – 1. FC Katowice | 1:2   | 3500   | Dancygier |        |

## Sezon 1928
Spotkania w lidze polskiej:
| Data                 | Mecz                                   | Wynik | Źródło |
| -------------------- | -------------------------------------- | ----- | ------ |
| 11 marca 1928        | Śląsk Świętochłowice - 1. FC Katowice  | 1:1   |        |
| 30 marca 1928        | 1. FC Katowice – Ruch Chorzów          | 4:0   |        |
| 1 kwietnia 1928      | 1. FC Katowice – Legia Warszawa        | 4:1   |        |
| 9 września 1928      | Ruch Chorzów – 1. FC Katowice          | 1:2   |        |
| 15 kwietnia 1928     | Czarni Lwów – 1. FC Katowice           | 2:3   |        |
| 22 kwietnia 1928     | ŁKS Łódź – 1. FC Katowice              | 0:3   |        |
| 29 kwietnia 1928     | 1. FC Katowice – Hasmonea Lwów         | 5:0   | b/d    |
| 5 maja 1928          | 1. FC Katowice – TKS Toruń             | 5:3   | b/d    |
| 6 maja 1928          | Polonia Warszawa – 1. FC Katowice      | 1:3   |        |
| 13 maja 1928         | 1. FC Katowice – Klub Turystów Łódź    | 2:1   |        |
| 20 maja 1928         | Wisła Kraków – 1. FC Katowice          | 3:2   |        |
| 3 czerwca 1928       | Pogoń Lwów – 1. FC Katowice            | 1:2   |        |
| 10 czerwca 1928      | Warta Poznań – 1. FC Katowice          | 3:1   |        |
| 1 lipca 1928         | 1. FC Katowice – Cracovia              | 1:1   |        |
| 15 lipca 1928        | Warszawianka Warszawa – 1. FC Katowice | 3:0   |        |
| 5 sierpnia 1928      | Legia Warszawa – 1. FC Katowice        | 4:3   |        |
| 12 sierpnia 1928     | 1. FC Katowice – Warta Poznań          | 2:1   |        |
| 26 sierpnia 1928     | 1. FC Katowice – Czarni Lwów           | 2:4   |        |
| 28 sierpnia 1928     | TKS Toruń – 1. FC Katowice             | 3:4   | b/d    |
| 2 września 1928      | 1. FC Katowice – Polonia Warszawa      | 0:2   |        |
| 23 września 1928     | Klub Turystów Łódź – 1. FC Katowice    | 3:2   |        |
| 30 września 1928     | Hasmonea Lwów – 1. FC Katowice         | 4:2   |        |
| 7 października 1928  | 1. FC Katowice – ŁKS Łódź              | 1:0   |        |
| 28 października 1928 | 1. FC Katowice – Śląsk Świętochłowice  | 5:0   | b/d    |
| 4 listopada 1928     | 1. FC Katowice – Pogoń Lwów            | 1:0   |        |
| 11 listopada 1928    | 1. FC Katowice – Warszawianka Warszawa | 2:0   |        |
| 18 listopada 1928    | 1. FC Katowice – Wisła Kraków          | 1:1   |        |
| 26 listopada 1928    | Cracovia – 1. FC Katowice              | 6:1   |        |

- Źródła powyższych dat: Przegląd Sportowy, nr 4/1928, artykuł Kalendarz piłkarski, Przegląd Sportowy, nr 10/1928, artykuł Kalendarz gier ligowych, "Przegląd Sportowy", nr 32/1928, artykuł Kalendarz drugiej kolejki Mistrzostw Ligi

Spotkania towarzyskie:
| Data             | Mecz                                            | Wynik | Źródło |
| ---------------- | ----------------------------------------------- | ----- | ------ |
| 14 stycznia 1928 | AKS Chorzów – 1. FC Katowice                    | 3:3   |        |
| 4 lutego 1928    | 1. FC Katowice – Zjednoczeni Przyjaciele Sportu | 5:3   |        |
| 11 lutego 1928   | 1. FC Katowice – AKS Chorzów                    | 3:5   |        |
| 1 czerwca 1928   | 1. FC Katowice – Floridsdorfer AC               | 1:4   |        |
| 24 czerwca 1928  | 1. FC Katowice – DFC Prag                       | 5:1   |        |
| 9 grudnia 1928   | 1. FC Katowice – Pogoń Katowice                 | 6:4   |        |

## Sezon 1929
Spotkania w lidze polskiej:

## Sezon 2007/2008
Spotkania Klasy B (grupa śląska, podgrupa Katowice):
| Kolejka | Data                 | Mecz                                     | Wynik |
| ------- | -------------------- | ---------------------------------------- | ----- |
| 1       | 31 sierpnia 2007     | 1. FC Katowice – HKS Szopienice          | 3:2   |
| 2       | 8 września 2007      | Kamionka Mikołów – 1. FC Katowice        | 1:6   |
| 3       | 15 sierpnia 2007     | 1. FC Katowice – Stal 1919 Brzezinka     | 2:2   |
| 4       | 23 września 2007     | Podlesianka II Katowice – 1. FC Katowice | 4:2   |
| 5       | 30 września 2007     | klub nie gra – pauza (vacat)             | —     |
| 6       | 6 października 2007  | 1. FC Katowice – Czarni Świętochłowice   | 6:1   |
| 7       | 14 października 2007 | Śląsk II Świętochłowice – 1. FC Katowice | 1:2   |
| 8       | 20 października 2007 | 1. FC Katowice – Pogoń Nowy Bytom        | 3:1   |
| 9       | 27 października 2007 | Sparta II Katowice – 1. FC Katowice      | 0:6   |
| 10      | 12/13 kwietnia 2008  | HKS Szopienice – 1. FC Katowice          | 0:1   |
| 11      | 19 kwietnia          | 1. FC Katowice – Kamionka Mikołów        | 3:1   |
| 12      | 26/27 kwietnia 2008  | Stal 1919 Brzezinka – 1. FC Katowice     | 1:2   |
| 13      | 10/11 maja 2008      | 1. FC Katowice – Podlesianka II Katowice | 1:1   |
| 14      | 17/18 maja 2008      | klub nie gra – pauza (vacat)             | —     |
| 15      | 24/25 maja 2008      | Czarni Świętochłowice – 1. FC Katowice   | 0:3   |
| 16      | 31 maja 2008         | 1. FC Katowice – Śląsk II Świętochłowice | 10:0  |
| 17      | 7/8 czerwca 2008     | Pogoń Nowy Bytom – 1. FC Katowice        | 1:0   |
| 18      | 14/15 czerwca 2008   | 1. FC Katowice – Sparta II Katowice      | 4:0   |

Spotkania Pucharu Polski mężczyzn:
| Data             | Mecz                               | Wynik |
| ---------------- | ---------------------------------- | ----- |
| 14 sierpnia 2007 | Hetman Katowice – 1. FC Katowice   | 0:3   |
| 28 sierpnia 2007 | 1. FC Katowice – Kolejarz Katowice | 1:5   |

## Drużyna kobieca
Spotkania II ligi kobiecej sezonu 2007/2008 (grupa śląska):
| Kolejka | Data                 | Mecz                                     | Wynik |
| ------- | -------------------- | ---------------------------------------- | ----- |
| 1       | 1 września 2007      | 1. FC Katowice – Spartakus Chorzów       | 3:0   |
| 2       | 9 września 2007      | Czarni II Sosnowiec – 1. FC Katowice     | 1:6   |
| 3       | 15 sierpnia 2007     | 1. FC Katowice – KKS Zabrze              | 4:0   |
| 4       | 22 września 2007     | Unia Opole – 1. FC Katowice              | 1:1   |
| 5       | 30 września 2007     | 1. FC Katowice – Mitech II Żywiec        | 2:0   |
| 6       | 7 października 2007  | 1. FC Katowice – Olimpijczyk Częstochowa | 3:0   |
| 7       | 14 października 2007 | KS Goleszów – 1. FC Katowice             | 0:4   |
| 8       | 21 października 2007 | klub nie gra – pauza (vacat)             | —     |
| 9       | 28 października 2007 | Gol II Częstochowa – 1. FC Katowice      | 0:5   |
| 10      | 5/6 kwietnia 2008    | Spartakus Chorzów – 1. FC Katowice       | -:-   |
| 11      | 12/13 kwietnia 2008  | 1. FC Katowice – Czarni II Sosnowiec     | -:-   |
| 12      | 19/20 kwietnia 2008  | KKS Zabrze – 1. FC Katowice              | -:-   |
| 13      | 26/27 kwietnia 2008  | 1. FC Katowice – Unia Opole              | -:-   |
| 14      | 3/4 maja 2008        | Mitech II Żywiec – 1. FC Katowice        | -:-   |
| 15      | 10/11 maja 2008      | Olimpijczyk Częstochowa – 1. FC Katowice | -:-   |
| 16      | 17/18 maja 2008      | 1. FC Katowice – KS Goleszów             | -:-   |
| 17      | 24 maja 2008         | klub nie gra – pauza (vacat)             | —     |
| 18      | 31 maja 2008         | 1. FC Katowice – Gol II Częstochowa      | -:-   |

Spotkania Pucharu Polski kobiet:
| Data             | Mecz                                 | Wynik |
| ---------------- | ------------------------------------ | ----- |
| 26 sierpnia 2007 | 1. FC Katowice – Czarni II Sosnowiec | 6:0   |
| 26 września 2007 | KKS Zabrze – 1. FC Katowice          | 9:0   |

Spotkania towarzyskie:
| Data             | Mecz                           | Wynik |
| ---------------- | ------------------------------ | ----- |
| 11 sierpnia 2007 | 1. FC Katowice – Mitech Żywiec | 0:5   |
| 18 sierpnia 2007 | 1. FC Katowice – KS Strzybnica | 2:1   |